# 뮈렌
뮈렌(Mürren)은 스위스 베르너 오버란트 지방의 해발 1,650m에 위치한 전통적인 발저 산골 마을이다. 공도는 개설되지 않고 있지만, 연간 관광객이 방문해 마을 주위에 솟아오른 아이거, 묀히, 융프라우의 3개의 산의 풍경이 유명하다. 마을의 인구는 450명으로 2,000명분의 숙박시설이 있다.
뮈렌에는 독자적인 학교, 2개의 교회 (하나는 개혁파 교회, 다른 하나는 가톨릭 교회)가 있다.

## 역사
뮈렌은 원래 조그만 농촌 마을이었다. 그러나 일년 내내 관광객이 방문하게 되면서 크기가 확장되었고 풍부해졌다. 최초의 영국인 관광객이 겨울에 방문한 1911년 이래, 관광과 겨울 스포츠는 뮈렌의 역사에서 중요한 일부가 되었다. 1924년에는 칸다하르 스키 클럽이 아놀드 룬과 다른 8명의 영국인 스키어에 의해 설립되었다. 이 클럽은 1911년 칸다하르 챌린지컵의 로버츠(Roberts of Kandahar Challenge Cup)에서 이름을 따왔다. 다운힐 스키 레이스의 월드 시니어 챌린지컵은 로버츠 경에 의해 이루어졌다. 그는 제2차 영국-아프가니스탄 전쟁의 칸다하르 전투에서 결정적인 승리를 거두었다.
1928년에는 인페르노 스키 레이스가 설립되어 오늘까지 계속되고 있다. 국제 인페르노 레이스는 회전과 다운힐을 포함한 길이 15.8km의 세계에서 가장 길고, 가장 큰 크로스 컨트리 스키 레이스이다.

## 교통

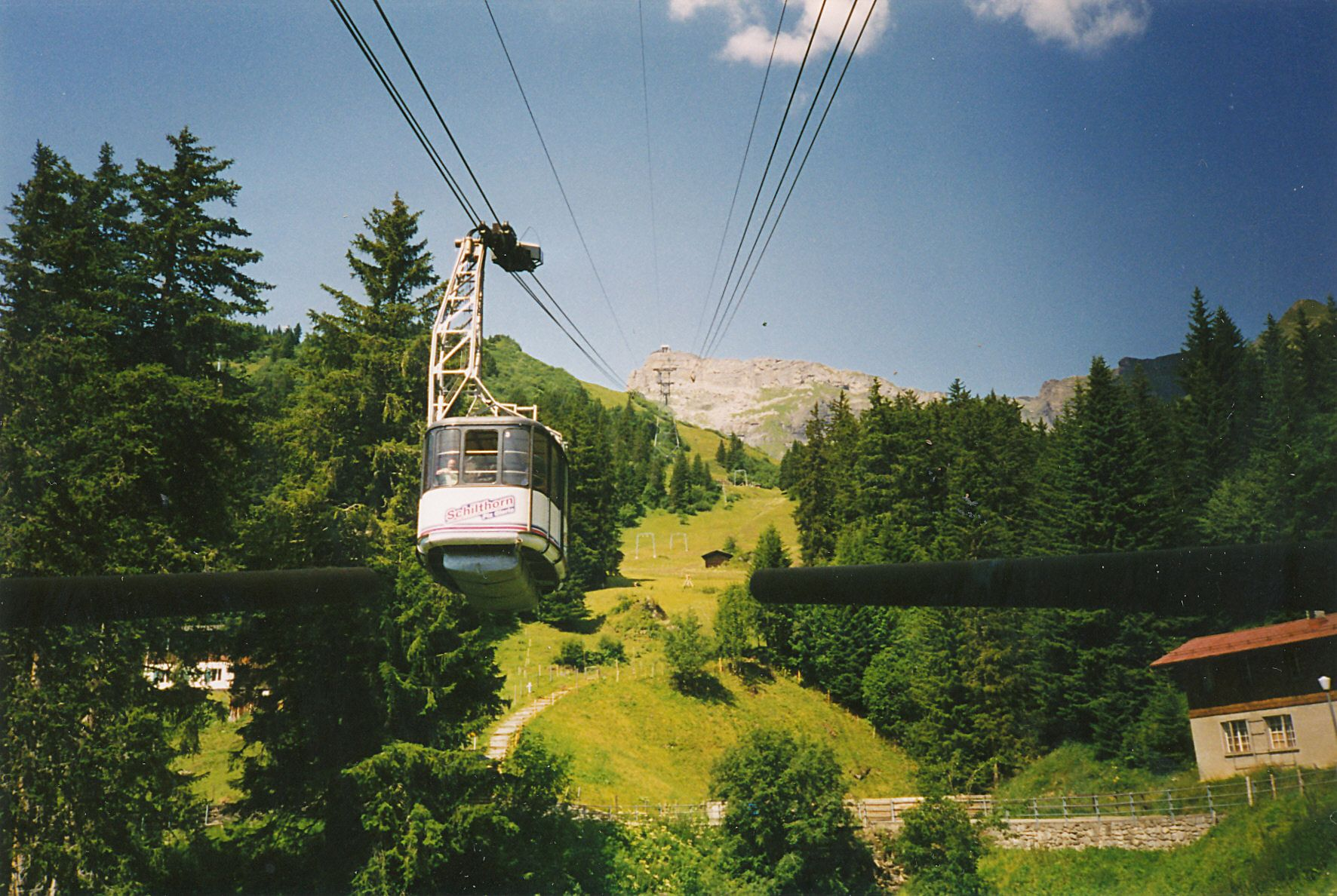
쉴트호른으로 가는 케이블카

라우터브루넨 슈테헬베르크-뮈렌-실트호른(LSMS)으로 알려진 4개의 연속 케이블카는 뮈렌에서 비탈을 내려와 김멜발트, 슈테헬베르크, 비탈을 올라 쉴트호른 정상과 회전 레스토랑인 피츠 글로리아를 연결한다. 이것은 1969년에 개봉된 제임스 본드 영화 『007 여왕폐하 대작전』의 주요 로케이션 장소가 되었다. 이 가운데 본드(조지 레이전비)는 에른스트 스타브로 브로펠드 (텔리 사바라스)의 본거지에서 잘 벗어나 그의 여자 친구 트레이시 (다이애나 리그)가 운전하는 차를 탄 브로펠드의 부하로부터 도망쳤다. 뮈렌과 슈테헬베르크를 직접 연결하는 케이블카도 있지만, 이는 화물 운송 전용이다.
뮈렌역은 또한 라우터브루넨-뮈렌 산악 철도에 의해 라우터브루넨과도 연결된다. 이것은 협궤로 철도와 연결되는 케이블카로 구성된다. 알멘트후벨반(Allmendhubelbahn) 케이블카 아래 역이기도 하다.

## 레크레이션
뮈렌에는 14개의 스키 리프트(6개의 케이블카, 7개의 의자 리프트, 3개의 철도, 2개의 드래그 리프트)가 있는 전체 길이 52km 스키 코스가 있다. 코스에서 벗어난 스키도 가능하지만 가이드가 가끔 필요하다. 스키도 가능하지만, 썰매도 인기다. 뮈렌에서 김멜발트(김멜발트의 짧은 도로를 지나 케이블카로 뮈렌으로 돌아갈 수 있음), 하이킹과 썰매를 위해 이용되는 긴메른까지의 길을 포함하여 썰매에 사용되는 많은 도로가 있다. ‘보블랑’(밥슬레이 코스)도 썰매나 하이킹에 사용되며 스키 학교가 이용하는 스키 코스로도 사용된다.
마을에는 25m의 수영장, 테니스 코트, 체육관이 있는 대형 스포츠 센터가 있다. 여기에는 테니스 코트와 컬링에 사용되는 스케이트 링크가 있다. 테니스 코트는 여름 몇 달 동안 미니 골프장이 된다. 스포츠 샬레 근처에도 테니스 코트가 있다.

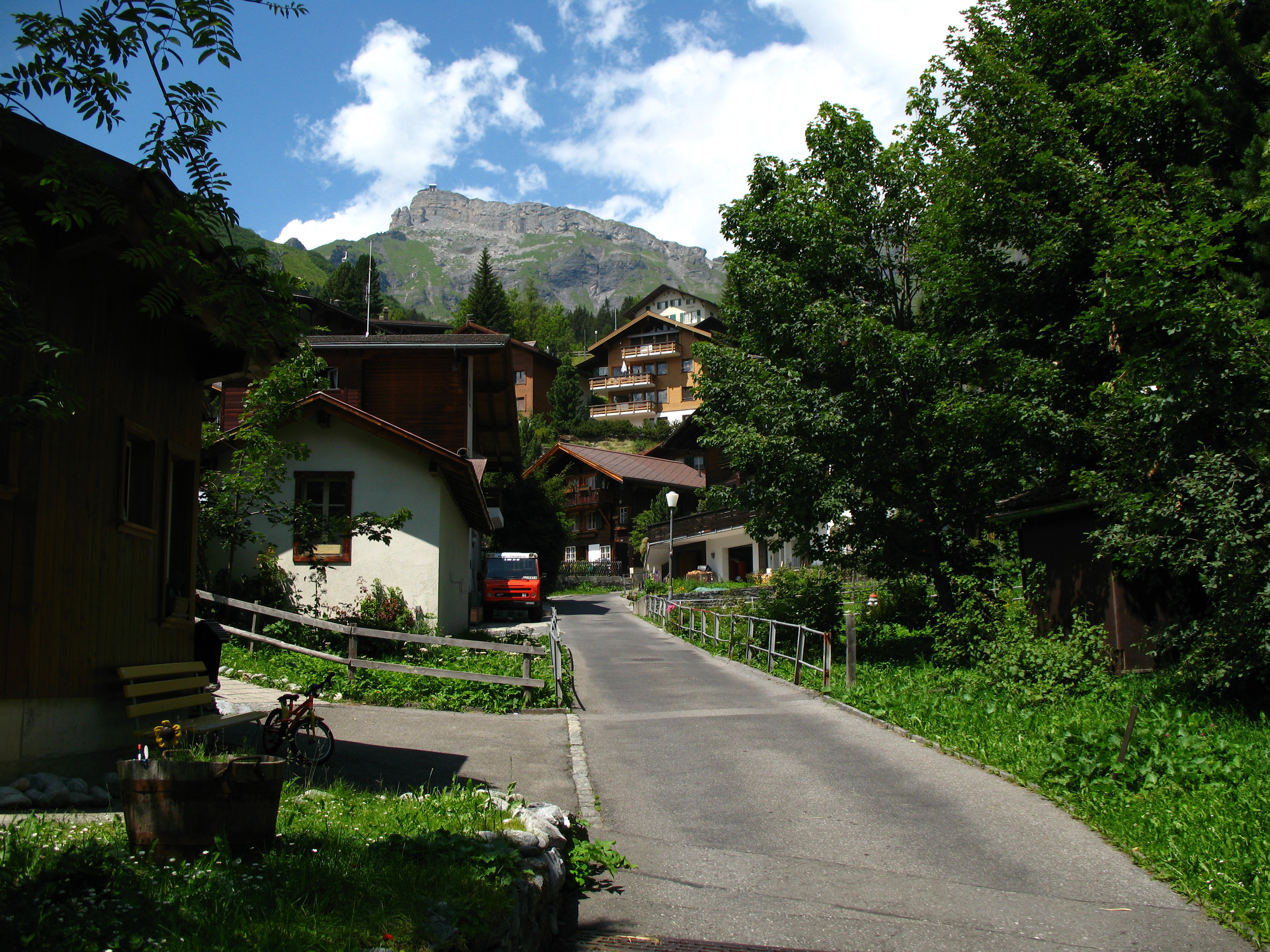
뮈렌의 거리
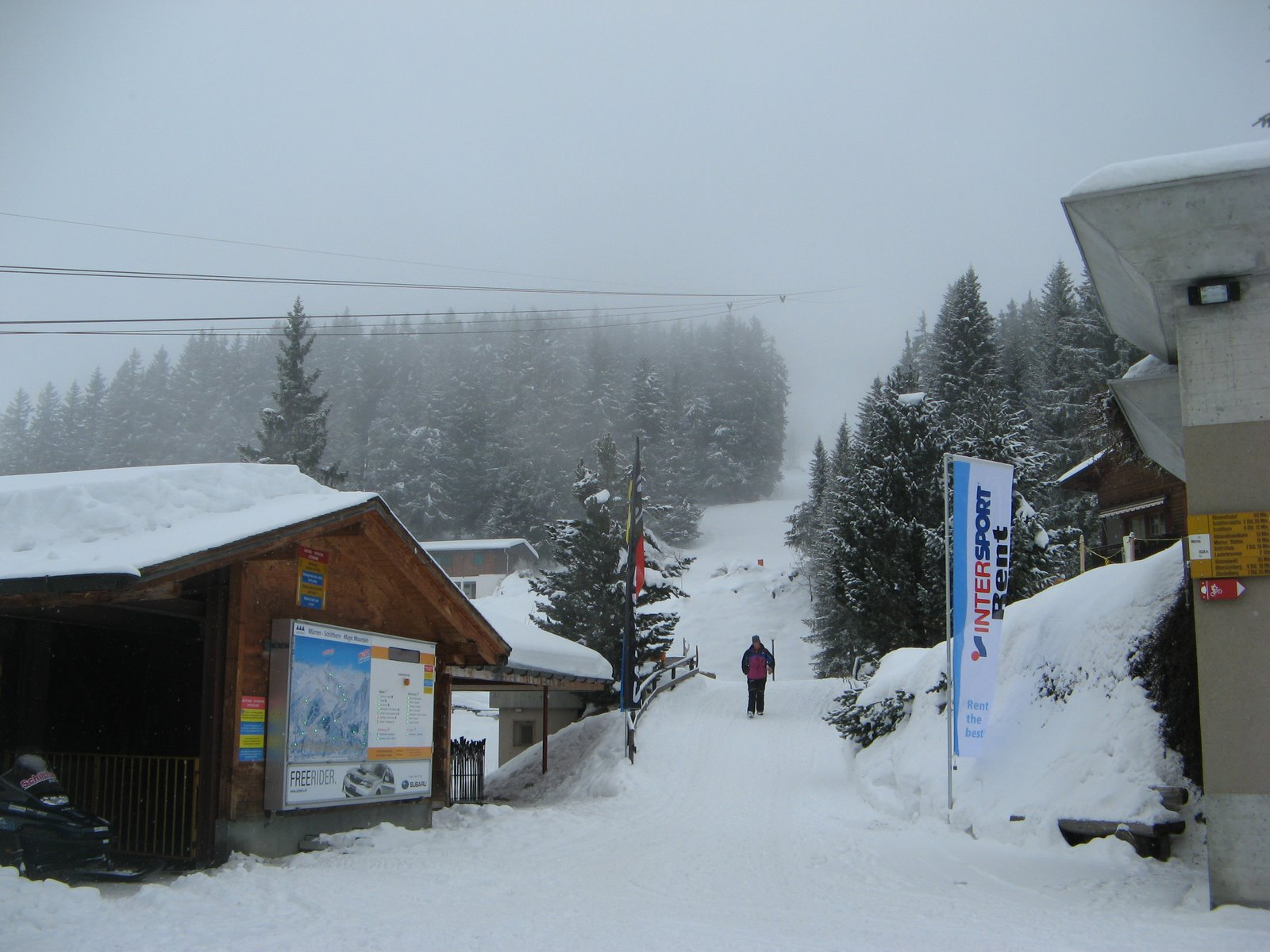
뮈렌의 겨울 거리
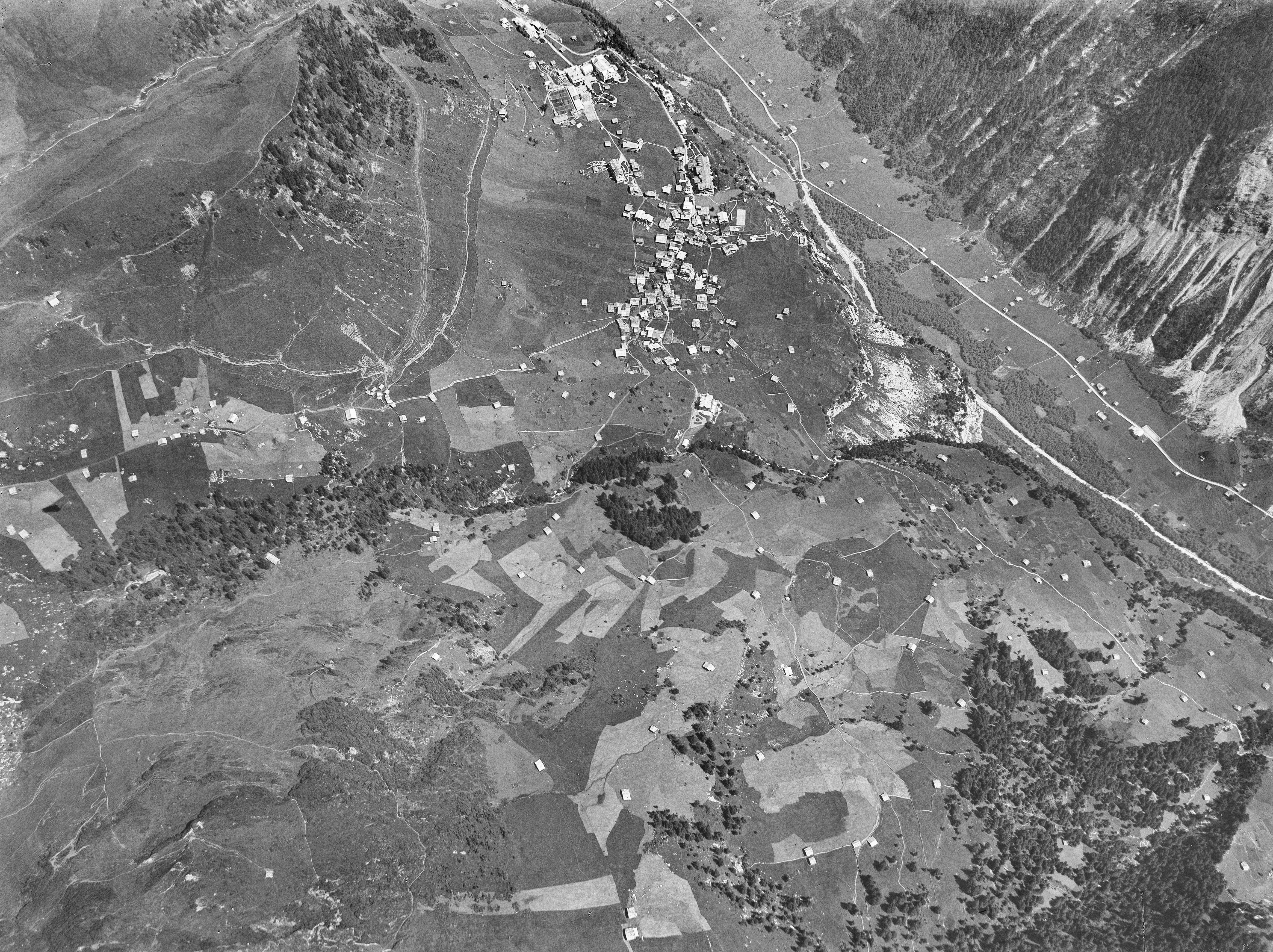
에두아르트 스펠터리니가 찍은 사진, 1893년 ~ 1924년
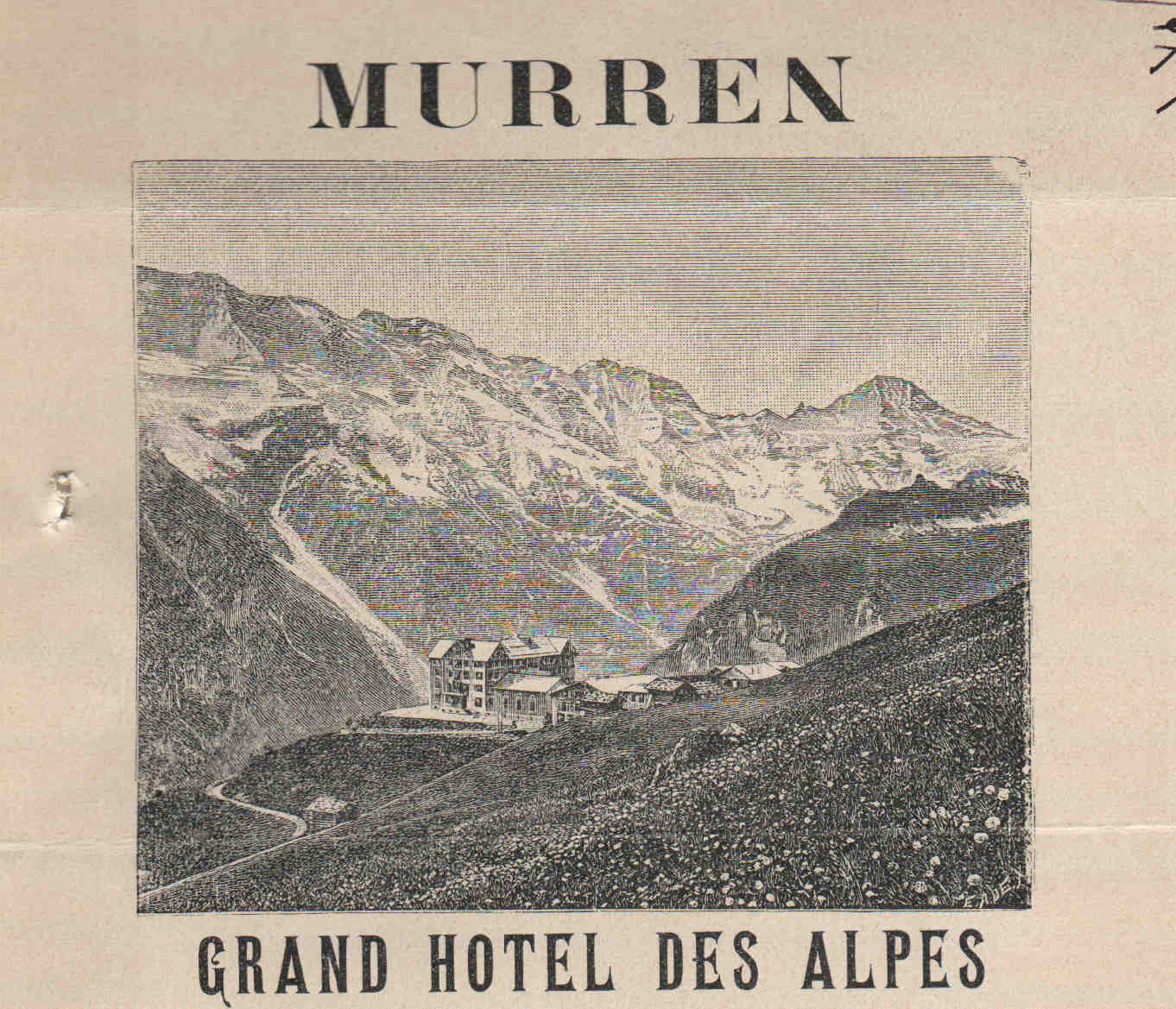
Grand Hotel des Alpes - 뮈렌 (1902)
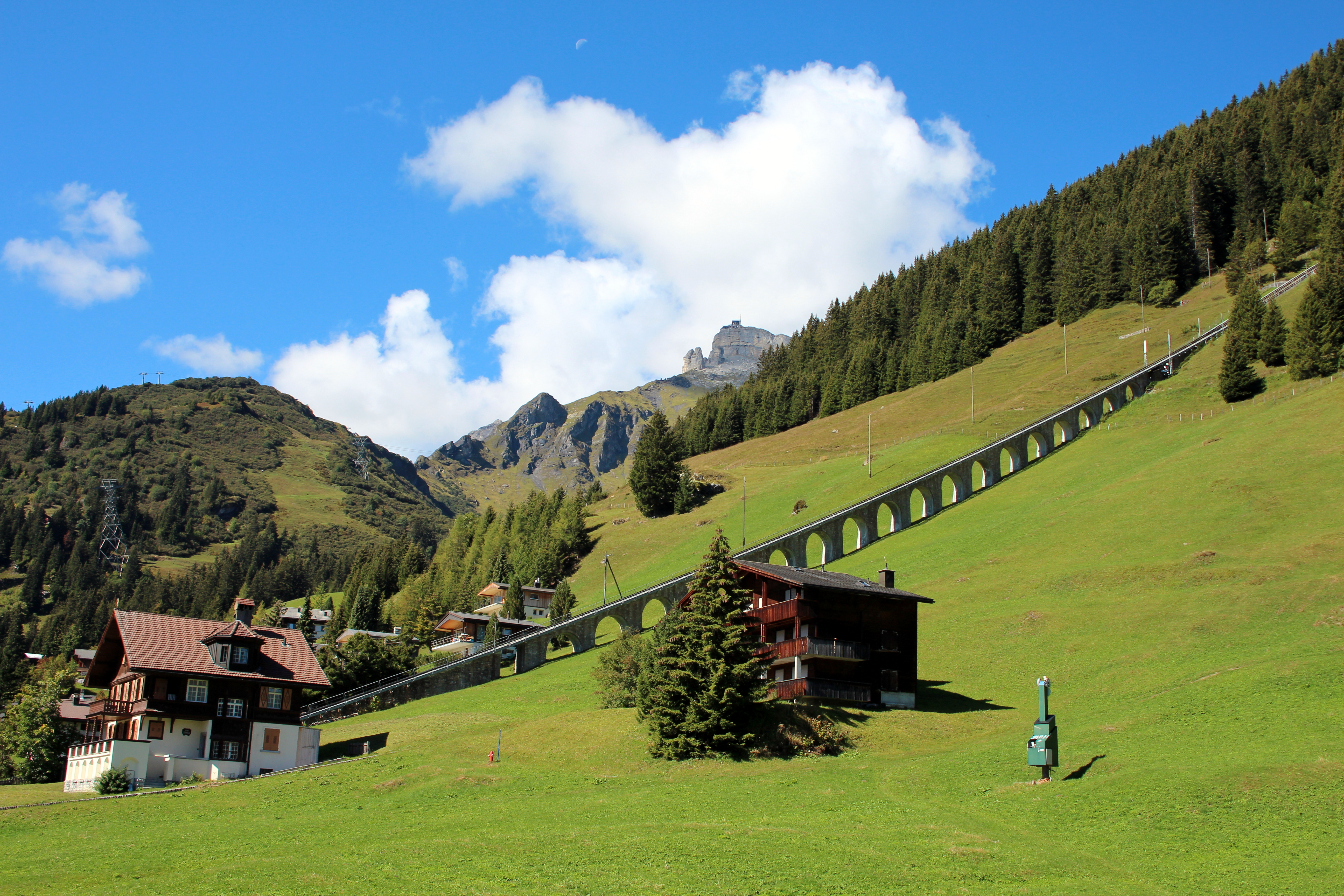
뮤렌에 있는 알멘트후벨반 삭도

## 정치
뮈렌은 베른주의 인터라켄 지구에 위치해 있으며, 벵엔, 이젠플루흐, 김멜발트, 슈테헬베르크, 라우터브루넨 및 라우터브루넨 행정구역에 위치해 있다. 교구는 골짜기의 모든 것을 커버한다.

## 호텔
뮈렌에는 호텔 알피나, 호텔 알펜루, 호텔 에델바이스, 호텔 알펜블릭, 호텔 융프라우, 호텔 블루멘탈, 아이거 게스트하우스, 아이거 스위스 퀄리티 호텔, 스포츠 샬레, 호텔 레지나 등 많은 호텔이 있다.